# Bail Hongal
Bail Hongal là một thị xã của huyện Belgaum thuộc bang Karnataka, Ấn Độ.

## Nhân khẩu
Theo điều tra dân số năm 2001 của Ấn Độ, Bail Hongal có dân số 43.215 người. Phái nam chiếm 51% tổng số dân và phái nữ chiếm 49%. Bail Hongal có tỷ lệ 68% biết đọc biết viết, cao hơn tỷ lệ trung bình toàn quốc là 59,5%: tỷ lệ cho phái nam là 75%, và tỷ lệ cho phái nữ là 61%. Tại Bail Hongal, 13% dân số nhỏ hơn 6 tuổi.